# 马岭镇 (雅安市)
马岭镇，是中华人民共和国四川省雅安市名山区下辖的一个乡镇级行政单位。2019年12月，将原联江乡九龙村、万安村、紫萝村所属行政区域划归马岭镇管辖。

## 行政区划
马岭镇下辖以下地区：
中岭村、山娇村、江坝村、石门村、康乐村、余沟村、七星村、天目村、邓坪村、兰坝村和新桥村。